# Campionati europei di ginnastica aerobica 2023
I Campionati europei di ginnastica aerobica 2023 sono stati la 13ª edizione della competizione organizzata dalla Unione Europea di Ginnastica.
Si sono svolti ad Antalya, in Turchia, dal 17 al 19 novembre 2023.

## Medagliere
| Pos.   | Nazione   | Oro | Argento | Bronzo | Totale |
| ------ | --------- | --- | ------- | ------ | ------ |
| 1      | Italia    | 3   | 2       | 2      | 7      |
| 2      | Francia   | 2   | 0       | 0      | 2      |
| 3      | Bulgaria  | 1   | 0       | 1      | 2      |
| 3      | Ungheria  | 1   | 0       | 1      | 2      |
| 5      | Romania   | 0   | 3       | 1      | 4      |
| 6      | Ucraina   | 0   | 1       | 1      | 2      |
| 7      | Finlandia | 0   | 1       | 0      | 1      |
| 8      | Spagna    | 0   | 0       | 1      | 1      |
| Totale | Totale    | 7   | 7       | 7      | 21     |

## Podi

### Senior
| Evento                | Oro            | Argento               | Bronzo            |
| Individuale maschile  | Davide Nacci   | Francesco Sebastio    | Miquel Mañé       |
| Individuale femminile | Maëlys Lenclos | Anastasiia Kurashvili | Borislava Ivanova |
| Coppia mista          | Bulgaria       | Italia                | Romania           |
| Trio                  | Francia        | Romania               | Italia            |
| Gruppo                | Italia         | Finlandia             | Ungheria          |
| Danza                 | Ungheria       | Romania               | Italia            |
| Gara a squadre        | Italia         | Romania               | Ucraina           |